# سيتي حازمة محمد علي
تون الدكتورة سيتي حازمة بنت حاجي محمد علي (بالملايوية: Siti Hasmah binti Haji Mohamad Ali)‏ (مواليد 12 يوليو 1926) هي طبيبة مُتقاعدة وزوجة رئيس وزراء ماليزيا السابق مهاتير محمد. تقلدت منصب زوجة رئيس وزراء ماليزيا (السيدة الأولى) من يوليو 1981 إلى أكتوبر 2003 ومن مايو 2018 إلى مارس 2020، أي لمُدة 24 عامًا تقريبًا، كما تُعد أكبر سيدة تتقلد هذا المنصب. شغلت أيضًا منصب مُستشارة جامعة ملتميديا ماليزيا.

## طفولتُها وعائلتُها
وُلدت سيتي حازمة في مدينة كلاغ التي تقع في ولاية سلاغور بتاريخ 12 يوليو 1926. درست في مدرسة سانت ماري في كولالمبور. حصلت بعد ذلك على بكالوريوس الطب والجراحة من جامعة مالايا في سنغافورة. كانت الدكتورة تون سيتي حازمة واحدة من أوائل النساء الملاويات اللواتي التحقن للدراسة في كلية الملك إدوارد السابع للطب في سنغافورة (تُسمى الآن مدرسة يونغ لو لين للطب) بعد الحرب العالمية الثانية.
في عام 1955 تخرجت طبيبة من كلية الطب في جامعة مالايا، التي كانت تقع آنذاك في سنغافورة. انضمت بعد ذلك إلى الخدمة الصحية الحكومية. كانت واحدة من أوائل الطبيبات الملايو في ذلك الوقت مالايا. تزوجت من مهاتير في أغسطس 1956. لدى مهاتير محمد وسيتي حازمة سبعة أبناء، أسماؤهم كالتالي : مارينا، وميرزان، وميليندا، ومُخزاني، ومُخرز، ومايزورة، ومظهر.
في عام 1966، التحقت ببرنامج شهادة الصحة العامة في كلية الصحة العامة بجامعة ميشيغان.
بعد عشر سنوات، أصبحت أول امرأة يتم تعيينها طبيبة في قسم صحة الأم والطفل. وفي عام 1974، كانت أول امرأة يتم تعيينها في منصب مسؤول قسم صحة الأم والطفل.
ألفت سيتي حازمة العديد من المقالات حول طب الأسرة والعوامل الاجتماعية والاقتصادية المُرتبطة بالحمل والإنجاب في ماليزيا.

## زوجة رئيس وزراء ماليزيا

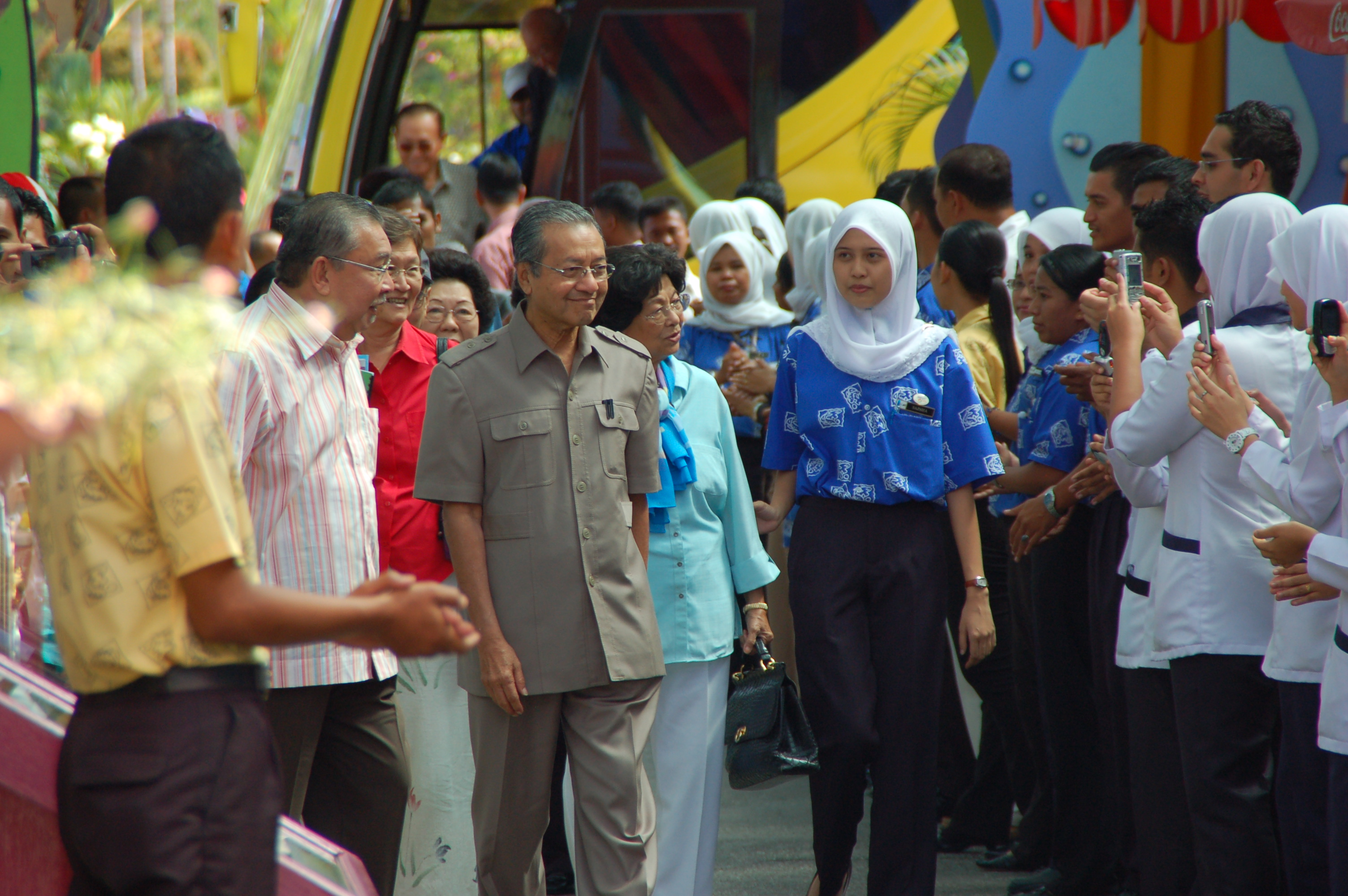
سيتي حازمة (في الوسط) إلى جانب زوجها مهاتير محمد خلال إحدى الزيارات لإحدى المُدن الماليزية.

أصبحت سيتي حازمة زوجة رئيس وزراء ماليزيا بعد تعيين زوجها رئيسًا للوزراء في عام 1981.
استخدمت منصبها كزوجة رئيس الوزراء للقيام بحملات من أجل صحة المرأة وتنظيم الأسرة ومُكافحة تعاطي المخدرات ومحو الأمية لدى الكبار. كما شغلت مناصب مختلفة على النحو التالي :
- رئيسة جمعية المُرشدات الماليزية.
- رئيسة جمعية تنظيم الأسرة في قدح.
- رئيسة مؤسسة الجمعية الطبية الماليزية.
- رئيسة جمعية تأهيل الأطفال ذوي الاحتياجات الخاصة.
- نائبة رئيس اتحاد جمعيات تنظيم الأسرة في ماليزيا.
- راعي الرابطة الماليزية لصحة الأم وحديثي الولادة.
- راعي جمعية طب الأطفال الماليزية.
- راعي اتحاد كرة الريشة في ماليزيا (بام).[6]

بصفتها راعية لرابطة نساء جنوب آسيا لعموم المحيط الهادئ، حضرت سيتي حازمة وألقت كلمات في مُؤتمرات الرابطة في طوكيو (1984) وبانكوك (1991) وتونغا (1994).
عادت مرة أخرى إلى منصب زوجة رئيس وزراء ماليزيا بعد أن أعيد تعيين زوجها في منصب رئيس الوزراء في 10 مايو 2018.

## المساهمات الاجتماعية

### تعاطي المخدرات
كرئيسة لنادي رعاية زوجات الوزراء ونواب الوزراء، كانت سيتي حازمة نشطة في الجهود المبذولة لتثقيف الشباب حول مخاطر تعاطي المخدرات. في عام 1985، وبدعوة من السيدة الأولى للولايات المتحدة نانسي ريغان، حضرت مؤتمر السيدات الأُوليات حول تعاطي المخدرات في واشنطن العاصمة، كما مثلت ماليزيا في المؤتمر الدولي حول تعاطي المخدرات والاتجار غير المشروع في فيينا عام 1987

### المرأة الريفية
كانت سيتي حازمة ناشطة على الصعيد الدولي في تعزيز قضية المرأة الريفية. في عام 1992، وبدعوة من الملكة فابيولا ملكة بلجيكا، حضرت قمة السيدات الأُوليات من أجل التقدم الاقتصادي للمرأة الريفية في جنيف. تم اختيارها كواحدة من ست سيدات مثلن المجموعة الأساسية للسيدات الأُوليات في منطقة آسيا والمحيط الهادئ.
بدأ الصندوق الدولي للتنمية الزراعية (إيفاد) القمة تحت رعاية الملكة فابيولا. وفي نهاية القمة، أيدت السيدات الأُوليات إعلان جنيف حول المرأة الريفية، هذا الأخير يُعد أداة لصياغة السياسات والبرامج لتعزيز التقدم الاقتصادي ورفاهية المرأة الريفية وأسرتها.
في القمة، شددت سيتي حازمة على أنه «من خلال التعليم والتدريب المناسبين، يمكن للمرأة الريفية أن تساعد في تربية أطفال متعلمين ومنتجين يمكن بدورهم أن يكونوا مساهمين بشكل إيجابي في نمو الدولة وازدهارها».
في فبراير 1994، حضرت سيتي حازمة اجتماع مجلس مركز الدراسات الدولي في بروكسل بدعوة من الملكة فابيولا. وفي سبتمبر 1995، عُينت رئيسة للجنة التوجيهية الإقليمية المعنية بالتقدم الاقتصادي للمرأة الريفية والجُزرية لمنطقة آسيا والمحيط الهادئ.
وفي نوفمبر 1996، تولت رئاسة اللجنة التوجيهية الدولية للتقدم الاقتصادي للمرأة الريفية والجُزرية لمنطقة آسيا والمحيط الهادئ.

### الصحة النفسية
كونها طبيبة بالتدريب، تهتم سيتي حازمة أيضًا بالصحة العقلية. دعت السيدة الأولى السابقة للولايات المتحدة روزالين كارتر سيتي حازمة للعمل في اللجنة الوطنية للاتحاد العالمي للصحة العقلية، والتي ترأسها السيدة كارتر.

## الأوسمة والجوائز
على مدار 23 عامًا من الخدمة العامة وعملها التطوعي وقيادتها في مجالات الصحة العامة ومحو الأمية ومكافحة تعاطي المخدرات، حصلت سيتي حازمة على العديد من الأوسمة. وقد تلقت أوسمة من كل من يانغ دي بيرتوان أغونغ وسلطان سيلانغور وسلطان كيدا.
في عام 1988، حصلت على جائزة كازو مكلارين من قبل اتحاد الصحة العامة في آسيا والمحيط الهادئ.
في عام 1991، منحتها جامعة ماليزيا الوطنية الدكتوراه الفخرية في العلوم الطبية.
في عام 1992، منحتها الكلية الملكية للأطباء في أيرلندا، الدكتوراه الفخرية في الصحة العامة.
في مايو 1994، منحتها جامعة إنديانا بلومنغتون الدكتوراه الفخرية في الآداب الإنسانية، وفي أغسطس من العام نفسه، حصلت على الدكتوراه الفخرية في القانون من جامعة فيكتوريا في كولومبيا البريطانية في كندا.
في 20 يونيو 1997، عُينت سيتي حازمة في منصب مُستشارة جامعة ملتميديا ماليزيا.
في 2003، منحها يانغ دي بيرتوان أغونغ (الملك) ماليزيا لقب تون الفخري مع زوجها الدكتور مهاتير، وهُو أعلى لقب فخري في ماليزيا.

### أوسمة ماليزيا
- ماليزيا :
  - وسام المُدافع عن المملكة من درجة ضابط (KMN) (1975).[7]
  - وسام الولاء العظيم لتاج ماليزيا (SSM) - تون (2003).[8]

- ملقا :
  - وسام ملقا من درجة قائد فارس كبير (DUNM) - داتوك سيري أوتاما (2003).
- بينانق :
  - وسام المُدافع عن الدولة من درجة قائد فارس كبير (DSPN) - داتوك سيري أوتاما (2003).
- صباح :
  - وسام كينابالو من درجة من درجة قائد كبير (SPDK) - داتوك سيري بانغليما (1994).

## منشوراتُها
- اسمي حازمة . مجموعة كارانجكراف، 2016.[9]